# Siegfriedbrunnen

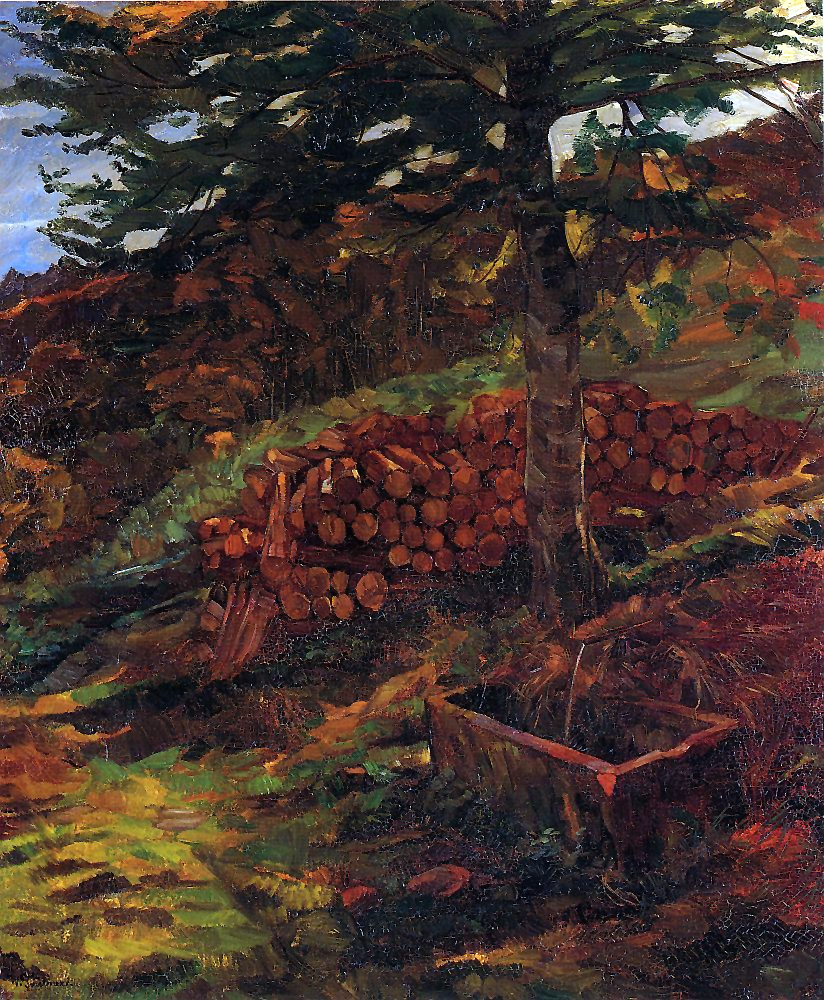
Siegfriedbrunnen nach Wilhelm Trübner

Siegfriedbrunnen werden Brunnen im Odenwald oder in seiner Nähe genannt, an denen Siegfried, der Protagonist der Nibelungensage, von Hagen von Tronje ermordet worden sein soll.
Das Nibelungenlied beruht auf einer Heldensage mit im Prinzip typisierenden oder anonymen Ortsbeschreibungen. Elemente der Volks- und Heimatsage (z. B. Bemerkungen über Odenheim) wurden erst durch Bearbeitungen hinzugefügt. Auf Grund unterschiedlicher Angaben in den überlieferten Fassungen des Epos beanspruchen verschiedene Gemeinden den Tatort, die Siegfriedsquelle, für sich. Da ein textinterpretatorischer Nachweis kaum möglich ist, basieren diese Vermutungen auf Indizien, wie ähnlich lautende Flurbezeichnungen, und einer Überprüfung der Schlüssigkeit der Handlung. Allerdings geht es dabei nicht um die Ermittlung einer historisch-geographischen Lokalität, sondern um Nachweise dafür, dass der (bzw. die) Verfasser oder Bearbeiter für seine (ihre) fiktive Geschichte Vorbilder aus seinen (ihren) Erfahrungen benutzte(n).

## Historische und literarische Grundlagen

### Siegfriedsage und Nibelungenlied

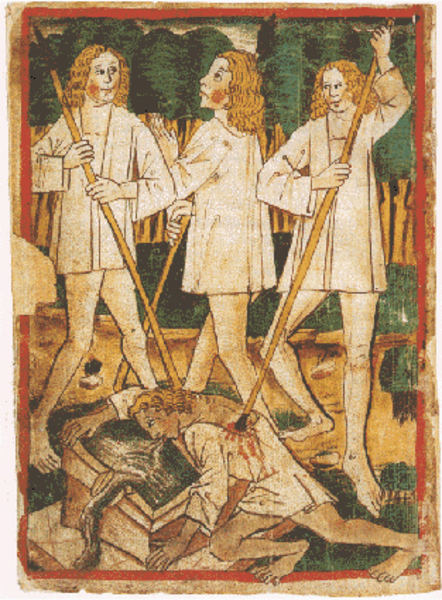
Darstellung von Siegfrieds Ermordung in der Handschrift k des Nibelungenlieds (1480–1490)

Das Nibelungenlied ist ein mittelalterliches deutsches Epos, das Ereignisse aus der Zeit der Völkerwanderung mit verschiedenen Sagenstoffen verarbeitet. Die auftretenden Personen sind teilweise an historische Persönlichkeiten angelehnt.
Sein historischer Kern ist der Untergang des Burgunderreiches das 413 n. Chr. in der Zeit der Völkerwanderung durch König Gundahari (Gunther) am Mittelrhein um Worms gegründet und nach linksrheinischen Erweiterungsversuchen vom weströmischen Heerführer Flavius Aëtius im Jahre 436 n. Chr. mit Hilfe hunnischer Hilfstruppen zerschlagen wurde. In der „Lex Burgundionum“ (516) werden neben Gundahari auch die Könige Godomar (Gernot) und Gislahari (Giselher) genannt. In das Epos sind als weitere historische Begebenheiten u. a. der Tod des Hunnenkönigs Attila („Etzel“) in der Nacht seiner Hochzeit mit der Germanin Ildico im Jahre 453 verwoben.
Der eingearbeitete Sagenstoff erzählt u. a. die Geschichte des Helden Siegfried, der nach der Tötung eines Drachen und einem Bad im Drachenblut durch einen Hornpanzer unverwundbar wird, mit Ausnahme einer kleinen Stelle auf dem Rücken, die ein Lindenblatt beim Bad bedeckt hatte. Hagen von Tronje nutzt dies aus, um Siegfried bei einem Jagdausflug nach einem listig arrangierten Wettlauf zu einer Quelle – dem Siegfriedsbrunnen – mit einem Speer zu ermorden, als sich dieser zum Trinken bückt.

### Verfasser und Handschriften des Nibelungenliedes
Das Nibelungenlied wurde auf der Grundlage vorhandener älterer mündlicher Traditionen um 1200 erstmals verschriftlicht. Es ist in mittelhochdeutscher Sprache verfasst. Der Autor ist unbekannt. Die Forschung nimmt allgemein an, dass es im Bereich der Diözese Passau, zu der seinerzeit auch Wien gehörte, entstanden ist. Als Auftraggeber und Mäzen wird der Passauer Bischof Wolfger von Erla vermutet. Bis zum 16. Jahrhundert entstanden über 35 nachweisbare Handschriften und Fragmente, deren Texte mehr oder weniger große Abweichungen enthalten. Einen einzigen Verfasser gab es deshalb vermutlich nicht. Die wichtigsten Überlieferungen werden mit den Buchstaben A, B und C bezeichnet. Für die Bestimmung des Siegfriedbrunnens hat Handschrift C besondere Bedeutung. Sie ist zwar älter als Handschriften A und B, stellt aber die jüngere Textfassung dar und enthält gegenüber diesen zahlreiche teils erhebliche Überarbeitungen. Die später entstandenen Handschriften A und B beruhen also auf textlichen Fassungen, die ihrerseits wieder der Handschrift C vorausgegangen sind. Allerdings sind in der Forschung sowohl die Datierungen wie die dazu angewandten Methoden umstritten. Insgesamt vermittelt Handschrift C den Eindruck einer vom Autor gezielt geschaffenen „verbesserten Auflage“ des Nibelungenliedes. Auch der Name „Nibelungenlied“ leitet sich aus Handschrift C ab, die mit der Schlusszeile (Strophe 2439,4) endet: „hie hat daz mære ein ende  daz ist d/er\ Nibelunge liet (Hier hat die Mär ein Ende, das ist der Nibelungen Lied)“, während die Fassungen A und B mit den Worten „… der Nibelungen Not (nibelunge nôt)“ schließen.
Eine – von der Forschung allerdings überwiegend abgelehnte – Theorie schreibt Handschrift C dem Lorscher Abt Sieghard (Abt von 1167 bis 1198) zu. Teilweise wird auch vermutet, dass es sich überhaupt nicht um eine in einem Kloster, sondern um eine weltliche, etwa auf einer Burg entstandene Fassung handelt.

### Beschreibungen des „Siegfriedbrunnens“ im Nibelungenlied
Zu den auffälligen Änderungen in Fassung C zählen die eingefügten Ortsangaben. In den Kapiteln (Aventiuren „Abenteuern“) 15 bis 17, die den Aufbruch zur Jagd (Av. 15), die Jagd mit Wettlauf und Ermordung Siegfrieds am Siegfriedbrunnen (Av. 16) und die Verbringung des Leichnams zurück nach Worms (Av. 17) schildern, sind diese mehrfach enthalten. In Av. 16 fügte der Autor der Handschrift C am Ende folgende vierzeilige Strophe neu in das Nibelungenlied ein:
| 1013, 1 1013, 2 1013, 3 1013, 4 | Von dem selben brunnen da Sivrit wart erslagen sult ir div rehten mære von mir hoern sagn vor dem Otenwalde ein dorf lit Otenhaim da vliuzet noch d/er\ brunne des ist zwifel dehein. | Von demselben Brunnen, da Siegfried ward erschlagen sollt ihr die rechte Kunde von mir hören sagen: Vor dem Odenwalde ein Dorf liegt, Otenheim. Dort fließet noch der Brunnen, daran kann kein Zweifel sein. |

Mit der Ortsangabe „Otenhaim“, gelegen vor dem Odenwald, verweist der Autor auf eine ihm offenbar bekannte Örtlichkeit, die er mit seiner Ergänzung der früheren Handschriften dem Publikum mitteilen will. Sein Hinweis, wonach der dortige Brunnen „noch immer fließet“, legt nahe, dass er einen bei Herstellung der Handschrift C noch vorhandenen und ihm bekannten Brunnen gemeint haben könnte.
An anderer Stelle wird der Bezug zum Odenwald bestätigt. Am Ende des 15. Abenteuers, vor Beginn der verhängnisvollen Jagd, sagt Gunter zu Hagen in Fassung C:
| 0919,1 0919,2 0919,3 0919,4 | Nv wir d/er\ hereverte ledic worden sin so wil ich iagen riten von Wormez vb/er\ den Rin vñ wil kurcewile zem Otenwalde han iagen mit den hunden als ich vil dicke han getan. | Da wir uns der Heerfahrt so entledigt sehn, so will zur Jagd ich reiten von Worms über den Rhein und will Kurzweil beim Odenwalde haben Jagen mit den Hunden wie ich es oft getan. |

Auch hier enthält Handschrift C eine auffällige Abweichung gegenüber den anderen Fassungen. Handschrift A lautet an dieser Stelle wie folgt:
| Nv wir d/er\ hereverte ledic worden sin so wil ich iagen riten bern unde swin hin zem Otenwalde als ich vil dicke han.“ daz hete geraten Hagene der vil ungetriuwe man. | „Da wir uns der Heerfahrt so entledigt sehn So lasst uns nun Bären und Schweine jagen gehen Nach dem Odenwalde wie ich oft getan.“ Geraten hatte das Hagen dieser ungetreue Mann. |

Statt von einer „Jagd auf Bären und Schweine“ in Fassung A spricht der Autor der Fassung C also von einem „Jagdausritt von Worms über den Rhein“ und bestätigt dabei ein weiteres Mal, dass ihm daran gelegen war, anstelle anonymer Schauplätze die Handlung an realen und bekannten Örtlichkeiten stattfinden zu lassen.
In älteren Handschriften ist an gleicher Stelle noch nicht vom Odenwald, sondern vom „Wasgenwald“ die Rede („… will zur Jagd ich reiten von Worms über den Rhein / und will zur Kurzweil zum Wasgenwald hinan / zu jagen mit den Hunden wie ich es oft getan“). Dies wurde meist als Versehen des Verfassers ausgelegt, der sich am Rhein nicht so gut ausgekannt und den Odenwald mit den Vogesen bzw. dem elsässischen Wasgau verwechselt habe. Spätere Handschriften hätten diesen Fehler dann korrigiert. Nach einer anderen Theorie war dagegen ein „wasiger Wald“ gemeint, nämlich ein auewaldartiger, mit Wiesen durchsetzter Wald („Wasen“ = feuchte Wiesen), wie er in vergangenen Jahrhunderten für das Weschnitzgebiet zwischen Rhein und Odenwald typisch war.
Das Zentrum des Nibelungenreiches war Worms. Diese Stadt und der Dom werden im Nibelungenlied – und zwar in allen Handschriften – immer wieder erwähnt. Von Worms aus ist die Jagdgesellschaft aufgebrochen und überquerte dabei den Rhein. Die Jagd und die Ermordung Siegfrieds siedelte der Autor somit rechtsrheinisch an.
Die Überquerung des Rheines wird noch an anderen Stellen beschrieben („manch Saumroß zog beladen vor Ihnen überrhein“ und „da harrten sie des Abends und fuhren über Rhein.“).
Der Odenwald liegt rechtsrheinisch; ebenso die Weschnitz. Die Ortsangaben des Liedes stimmen demnach mit der geographischen Lage überein.
Eine weitere Auffälligkeit der Handschrift C ist die Bezugnahme auf Kloster Lorsch, das in den anderen Handschriften nicht erwähnt ist. Dies könnte für die Hypothese sprechen, dass tatsächlich der Lorscher Abt Sieghard Autor dieser Fassung war. Kloster Lorsch war in karolingischer Zeit eines der bedeutendsten Klöster Deutschlands und ein geistiges und kulturelles Zentrum des Frankenreiches. Es wurde Grablege der deutschen (ostfränkischen) Könige Ludwig der Deutsche und Ludwig der Jüngere. Als Königskloster war es Reichsbesitz und stand im Range eines Fürstentums. Auch wenn das Kloster bei Entstehung der Handschrift C schon im Niedergang begriffen war, ist seine Erwähnung im Nibelungenlied ein Reflex seiner einstigen Bedeutung. Die Bezugnahme auf Lorsch findet man in den Strophen 1158 bis 1165, die an das Ende von Av. 19 angefügt wurden und wie folgt lauten:
| 1158,1 1158,2 1158,3 1158,4 1161,1 1161,2 1161,3 1161,4 1162,1 1162,2 1162,3 1162,4 1164,1 1164,2 1164,3 1164,4 | ine riche fursten aptey stifte vroe vote nach Danchrates tode von ir gvote mit starchen richen vrborn als ez noch hivte hat daz kloster da ze Lorse des dinch vil hohe an eren stat. Do was d/er\ frowen voten ein sedelhof bereit ze Lorse bi ir chloster mit grozer richeite dar zoch sich div witewe von ir chinden sit da noch div frowe here begrabn in eime sarche lit. Do sp/ra\ch div kuniginne vil liebiv tohter min sit dv hie niht maht beliben so soltv bi mir sin ze Lorse in mime hvose vñ solt din weinen lan des antwrt ir Chriemh' wem liez ich danne minen man?. Do schvof div iam/er\s riche daz er wart vof erhabn sin edelez gebeine wart and/er\ stvnt begrabn ze Lorse bi dem munster vil werdechlichen sit da d/er\ helt vil choune in eime langen sarche lit. | Ein reiches Fürstenkloster stiftete Frau Ute nach dem Tode Dankrats aus ihrem Witwengute mit reichen Einkünften, die ihm noch heut gehören dort zu Lorsch dem Kloster. Sein Ansehen steht in hohen Ehren. Da stand für Frau Ute ein Sedelhof bereit zu Lorsch bei dem Kloster, reich, groß und weit. Dahin zog die Witwe von ihren Kindern fort Es ruht die hehre Fraue in einem Sarg begraben dort. Da sprach die Königswitwe, vielgeliebte Tochter mein, magst du hier nicht bleiben, so sollst du bei mir sein, zu Lorsch in meinem Hause, sollte auch dein Weinen lang. Da antwortete Kriemhilde, wem ließ' ich dann meinen Mann? Da schuf die Jammersreiche, daß man ihn erhub, sein edeles Gebein anderweit begrub, zu Lorsch bei dem Münster mit Ehren mannigfalt da liegt der kühne Held in einem langen Sarg. |

Eine weitere, auch in anderen Fassungen enthaltene Ortsangabe lautet „Spehtsharte“ und hat zu unterschiedlichen Interpretationen geführt. Der listige Hagen hatte den Wein für das Gelage nach der Jagd fernab in den „Spehtsharte“ bringen lassen, so dass die Jäger ihren Durst mit Brunnenwasser löschen mussten. Dadurch konnte Hagen den Wettlauf mit Siegfried zum Brunnen arrangieren und den Mord ausführen. Die Stelle lautet in Handschrift C:
| 0976,1 0976,2 0976,3 0976,4 | Do sp/ra\ch d/er\ von Tronege vil lieb/er\ herre min ich wande daz diz pirsen hivte solde sin da zem Spehtsharte den win den sande ich dar sin wir hie vngetrunchen wie wol ihz imm/er\ mer bewar. | Da sprach der von Tronje „Viel liebe Herren mein, ich wähnte dass das Pirschen sollte heute sein fern im Spechtsharte den Wein hin sandt’ ich dort heute gibt es nichts zu trinken doch vermeid’ ich es hinfort. |

Der „Spehtsharte“ in der Deutung als Spessart würde 100 km von Worms entfernt liegen, unter den damaligen Verhältnissen für ein bepacktes Pferd weit mehr als eine Tagesreise. Es erscheint unrealistisch, dass der Wein „irrtümlich“ in eine von Worms dermaßen weit entfernte Gegend geschickt worden sein soll.
Eine Entfernungsangabe ergibt sich weiterhin daraus, dass die Leiche Siegfrieds bis zum Abend am Lagerplatz blieb und in der Nacht nach Worms verbracht wurde, wo sie bereits bis zur Morgenmette eingetroffen war. Der Lagerplatz kann also nur einige Stunden von Worms entfernt gewesen sein. Dies könnte man mit der Mitteilung zwei Zeilen später verbinden, dass der Brunnen „vor den Bergen“ liegt, wenn man sie als „vor dem Bergland“, also etwa in der Rheinebene an der Bergstraße, und nicht intramontan deutet. Die Stelle lautet in Handschrift C (die anderen Handschriften sind ähnlich):
| 0978,1 0978,2 0978,3 0978,4 0979,1 0979,2 0979,3 0979,4 | Do sp/ra\ch ab/er\ Hagene ir edeln ritter balt ich weiz hie vil nahen einen brunnen d/er\ ist chalt daz ir niht enzvrnet da svln wir hine gan d/er\ rat wart manigem degene ze grozen sorgen getan. Den helt von Nid/er\landen dwanch des durstes not den tische er deste ziter rvchen dan gebot er wolde fvr die berge zv dem brunnen gan do was d/er\ rat mit meine von den degenen getan | Da sprach aber Hagen: „Ihr edlen Ritter, schnell ich kenne hier einen sehr nahen, kühlen Quell dass Ihr mir nicht zürnet, da rat ich hinzugehn. Der Rat war manchem Degen zu großem Leid geschehn. Den Held von Niederlanden zwang des Durstes Not Den Tisch hinwegzurücken der Held alsbald gebot: Er wollte vor die Berge zu dem Brunnen gehen. Da war der Rat aus Arglist von dem Degen geschehn. |

## Die mutmaßlichen Siegfriedbrunnen und Quellen

### Grasellenbach

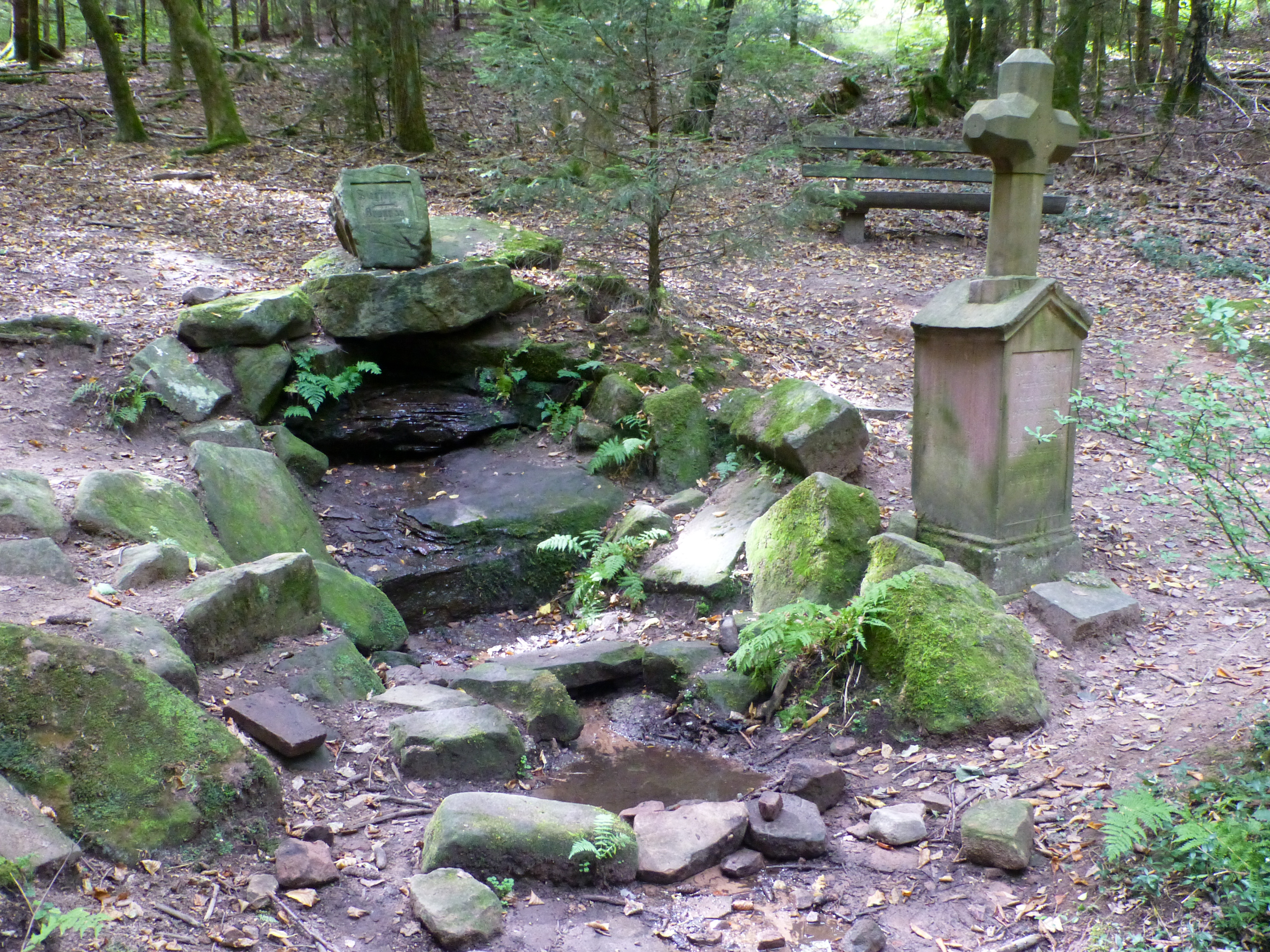
Siegfriedbrunnen in Gras-Ellenbach

Die Quelle in Gras-Ellenbach (Ortsteil von Grasellenbach) ⊙ ist unter den verschiedenen Siegfriedbrunnen der bekannteste und wird seit längerem für den Fremdenverkehr intensiv vermarktet. Sie liegt an einem Waldweg etwa 1,5 km südöstlich des Ortszentrums von Gras-Ellenbach. Das Wasser fließt aus einem mit einer Wappenlilie verzierten flachen Stein. Eine in einen Steinblock gehauene Inschrift weist die Quelle als „Siegfrieds-Brunnen“ aus. 1851 wurde daneben ein gotisierendes Steinkreuz errichtet, in dessen hohen Sockel die Strophe 981 aus der 16. Aventiure des Nibelungenliedes in mittelhochdeutscher Sprache eingemeißelt ist. Im Jahr 1951 versiegte der Brunnen, nachdem der alte Laubwaldbestand in der Umgebung des Brunnens aus forstwirtschaftlichen Gründen durch schneller wachsendes Nadelholz ersetzt und damit die Grundwassersituation verändert wurde. Um die Illusion einer Quelle aufrechtzuerhalten, wird diese seitdem von einer kommunalen Wasserleitung gespeist.
Der Anspruch als Siegfriedbrunnen beruht auf den Forschungen des Geheimen Staatsrates Johann Friedrich Knapp aus Darmstadt aus dem Jahre 1844. Knapp stieß auf der Grundlage der Angaben im Nibelungenlied auf die Quelle, die schon seit Menschengedenken den Namen „Siegfriedbrunnen“ getragen hatte. Nach alten Erzählungen sollte hier ein mächtiger Ritter namens Siegfried, der auch der Gehörnte genannt wurde, erschlagen worden sein, als er an der Quelle trinken wollte. Direkt daneben befand sich ein altes Sühnekreuz, wie es in früheren Zeiten oft zur Erinnerung an eine Mordtat errichtet wurde. Weiterhin bemerkte Knapp, dass die Quelle in der Nähe des 548 Meter hohen Spessartskopfes liegt, den er als den im Nibelungenlied erwähnten „Spehtsharte“ deutete, in den Hagen den Wein bringen ließ. Den „Wasgenwald“ setzte er mit der heutigen Flurbezeichnung „Weschrein“ oder der ca. 3 km entfernten Weschnitz bzw. dem nahegelegenen gleichnamigen Dorf gleich. Für die Ortsangabe „Otenhaim“ im Nibelungenlied nahm er eine Identität mit dem 1613 in einer Beschreibung der Gemarkung Gras-Ellenbach erwähnten Distrikt Dautenhan, Doteshan oder Dotenhan an. Bezüglich der Beschreibung „vor“ den Bergen verwies Knapp auf eine Stelle im Nibelungenlied, in der Siegfried einem Bären nachjagt, der sich in eine Bergschlucht („ein gevelle“) zu retten versucht. Diese lautet in Handschrift C:
| 0956,1 0956,2 0956,3 0956,4 | Der brache wart v/er\lazen d/er\ ber spranch von dan do <wolde> in erriten d/er\ Chriemh' man er chom in ein gevelle done chundes niht wesn daz starche tyer do wande vor dem iægere genesn. | Da lösten sie den Bracken, der Bär sprang hindann, Da wollte ihn erreiten der Kriemhilde Mann Er kam in eine Bergschlucht, da konnt er ihm nicht bei Das starke Tier da wähnte sich von den Jägern frei. |

und in Handschrift A nahezu wortgleich:
| Er kom in ein gevelle dône ez niht wesen; Daz starke tier dô wânde vor den jegeren genesen |

Daraus folgerte er, dass die Jagd im Gebirge stattfand, somit nicht „vor“, sondern tatsächlich „im“ Odenwald. Allerdings ist „gevelle“ mit „Bergschlucht“ recht frei übersetzt; die wörtliche Übersetzung lautet nur „Gefälle“.
Gegen Grasellenbach als Tatort spricht einmal die große Entfernung zu Worms. Siegfrieds Leiche hätte nicht in der Nacht von Grasellenbach nach Worms gebracht werden können; für ein bepacktes Pferd damals ein guter Tagesmarsch, zumal unter den schwierigeren Bedingungen im Gebirge, dem langsameren Voranschreiten bei Nacht und der noch notwendigen Rheinüberquerung.
Zweitens liegt die Grasellenbacher „Siegfriedsquelle“ nahe am „Spessartskopf“. Der Wein, den Hagen dorthin bringen ließ, wäre in diesem Fall ca. 400 Meter von der Quelle entfernt gewesen. Hagen hätte dann kaum verkündet, er habe den Wein versehentlich „fern in den Spehtsharte  gesandt, weshalb es heute nichts zu trinken“ gebe. Statt zur Quelle hätten die Jäger gleich zur Lagerstelle des Weines laufen können.

### Hiltersklingen (Hüttental, Mossautal)

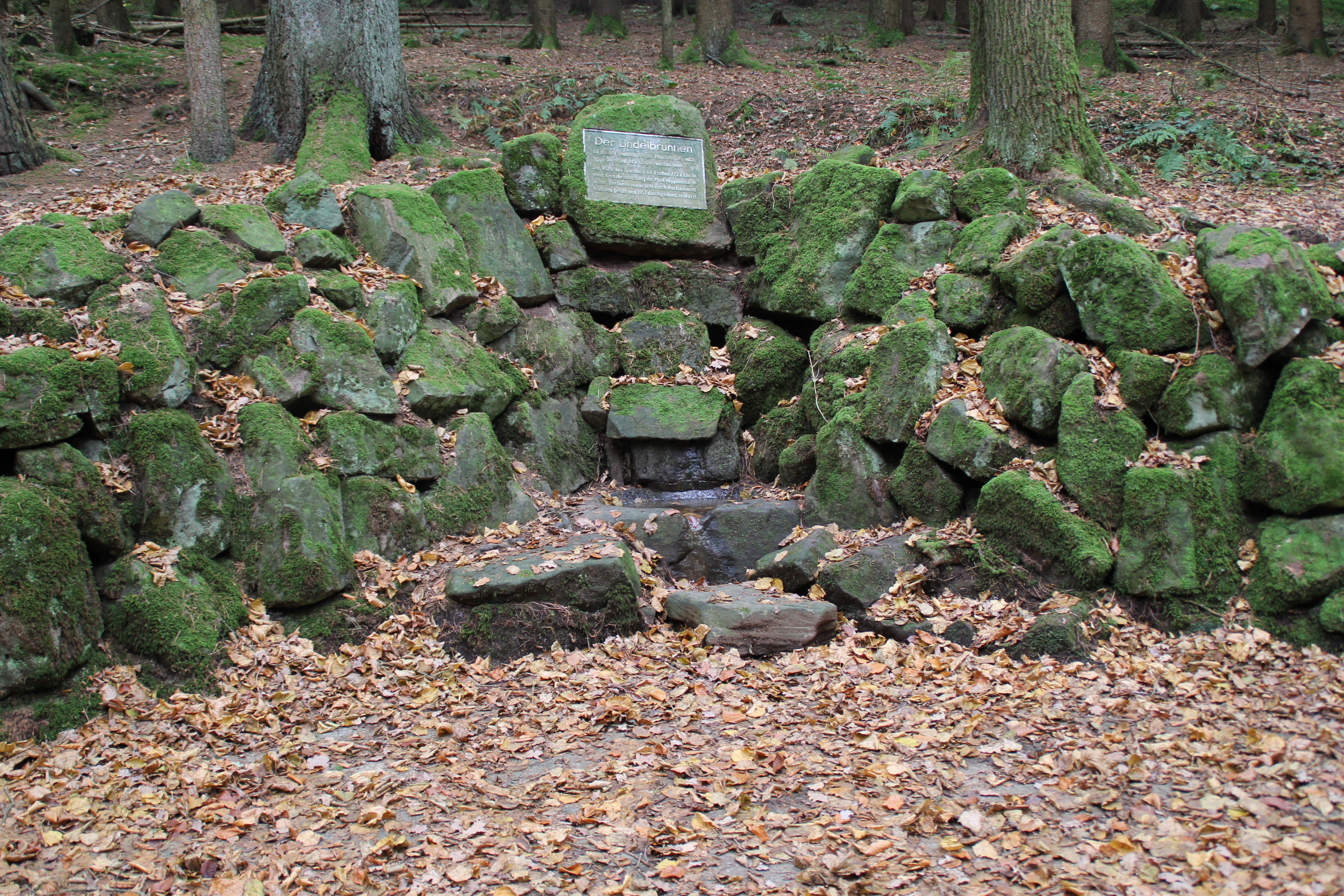
Lindelbrunnen

Der zwischen Hüttenthal und Hiltersklingen (heute Ortsteile von Mossautal) an der B 460 gelegene Brunnen heißt „Lindelbrunnen“ ⊙. Das aufgefangene Wasser läuft in dünnem Strahl an einer runden Steinfassung zwischen aufgetürmten Steinblöcken. Die Quelle wurde bereits im Jahre 773 n. Chr. in einer Beschreibung der Mark Heppenheim erwähnt, hat also schon vor langer Zeit die besondere Beachtung der Menschen gefunden. Der Brunnen liegt ca. 5 km vom „Siegfriedsbrunnen“ in Grasellenbach entfernt.
Für oder gegen den Lindelbrunnen von Hiltersklingen lassen sich die gleichen Argumente wie beim Brunnen von Grasellenbach (s. o.) anführen.

### Lautertal Felsenmeer

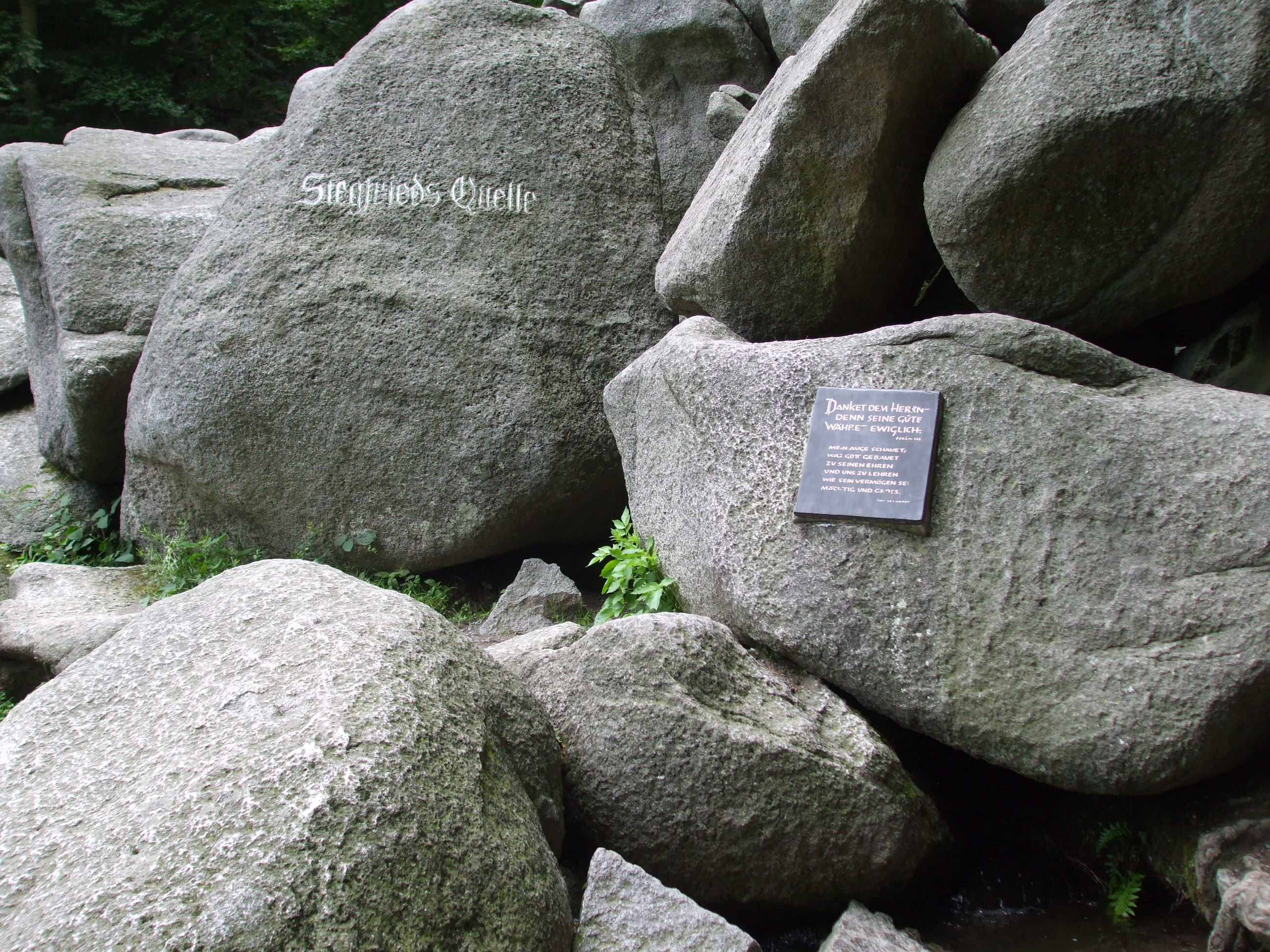
Siegfriedsquelle in Lautertal-Reichenbach

Im Felsenmeer oberhalb von Lautertal-Reichenbach im Odenwald liegt ebenfalls eine Siegfriedsquelle ⊙ mit im Vergleich zur Sagenhandlung zu großer Entfernung von Worms.

### Lindenfels
Kurz nach dem Ortsausgang von Lindenfels, in Richtung Reichelsheim im so genannten „Teufelsloch“, befindet sich ebenfalls der Nibelungenbrunnen ⊙, an dem Siegfried ermordet worden sein soll. Diese Auffassung vertraten der Odenwaldkenner und Professor an der Lateinschule in Weinheim, Albert Ludwig Grimm, sowie der Mainzer Domkapitular Johann Konrad Dahl im 19. Jahrhundert. Wie bei den anderen im Odenwald gelegenen „Siegfriedbrunnen“ passt die Entfernung nach Worms nicht zum im Nibelungenlied beschriebenen nächtlichen Transport der Leiche.

### Amorbach
Bei Amorbach im Odenwald liegt die als Naturdenkmal ausgewiesene Zittenfeldener Quelle, ⊙ ein weiterer Siegfriedbrunnen.

### Heppenheim
Der Siegfriedbrunnen in Heppenheim ⊙ liegt in der Rheinebene vor dem nahen Odenwaldrand. Er hieß ursprünglich „Lindenbrunnen“ („Zwei-“, „Drei-“, „Vier Linden“), da von Alters her Linden für den Platz charakteristisch waren. Erst 1931 wurde er durch Beschluss des Stadtrates in „Siegfriedbrunnen“ umbenannt, nachdem er durch die Forschungen des Darmstädter Archivdirektors Julius Reinhard Dieterich in den 1920er Jahren als möglicher Siegfriedbrunnen entdeckt worden war. Es wurde sodann der aus einem Stück bestehende Brunnenrand eines anderen Brunnens nach hier versetzt und 1955 mit einem schmiedeeisernen Abdeckgitter versehen. Ursprünglich handelte es sich um eine Riedquelle, die von den aus dem Odenwald kommenden Bächen, die vor den Bergen versickerten, gespeist wurde. Durch die Regulierung der Bäche wurde dem Brunnen Wasser entzogen, so dass er zunächst zum Schöpfbrunnen wurde und seit der Trockenlegung der Heppenheimer Westgemarkung nach dem Zweiten Weltkrieg und der damit verbundenen Grundwasserabsenkung um zwei Meter kein Wasser mehr führt. Das Gewerbe- und Industriegebiet hat den ursprünglich weit vor der Stadt gelegenen Brunnen zwischenzeitlich erreicht: Der Platz liegt heute zwischen Hochhäusern, dem Fabrikgelände der Langnese-Iglo GmbH und einem großen Einkaufsmarkt. Eine auf einem Findling angebrachte Metalltafel und eine weitere Schrifttafel auf einer Holzwand geben nähere Erläuterungen zur Nibelungensage und zum Ort der Ermordung Siegfrieds.
Im Vergleich zu anderen „Siegfriedbrunnen“ hat der Heppenheimer eine gute Indizienkette: Die Entfernungsverhältnisse mit der Sagenhandlung sind stimmig. Die Quelle liegt „vor“ und nicht „im“ Odenwald („vor dem Otenwalde  ein dorf lit Otenhaim“). Den „Wasgenwald“ in den älteren Handschriften deutete Dieterich als „Wasenwald“ der Weschnitz (s. o.). „Wasgen“- oder „Wasenwald“ wurden die Sümpfe und Wiesen der Weschnitzniederung zwischen Lorsch und Heppenheim genannt. Noch heute gibt es ähnliche Flurnamen. Im „Spehtsharte“ vermutete Dieterich den „Spissert“, ein noch heute so bezeichnetes Waldstück in der Gemarkung Viernheim, nahe Hüttenfeld, etwa 7 km vom Siegfriedbrunnen in Heppenheim entfernt.

Karolingische Torhalle (Westseite) des Klosters Lorsch

Als Quellen-Vorbild für den Verfasser der C-Handschrift spricht außerdem die Nähe zu dem nur wenige Kilometer entfernten ehemaligen Kloster Lorsch. Es liegt die Vermutung nahe, dass der Bearbeiter das einstmals so bedeutende Kloster Lorsch und den charakteristischen Brunnen in der Nähe kannte (der Lorscher Abt Sieghard gilt als möglicher Autor; siehe oben). In diesem Zusammenhang konnte Dieterich auch für die Ortsbezeichnung „Otenheim“ eine Erklärung geben. Zum Kloster Lorsch gehörten neben dem Hauptkloster die Außenstellen Altenmünster sowie das wenige Kilometer südlich des Hauptklosters gelegene Kloster „Hagen ze Lorse“, das im Jahre 1130 auf dem Landbesitz der Uta von Calw aus dem Hause der Schauenburger gegründet worden war. An gleicher Stelle befand sich auch „Utes Sedelhof“ (herrschaftlicher Eigenhof), der nach ihr „Uotenheim“, „Utenheim“ und später „Ottenheim“ genannt wurde, sowie ganz in der Nähe ein im Mittelalter untergegangenes Dorf gleichen Namens. Es lag etwa im Bereich des heutigen Lorscher Ortsteiles Seehof, ca. 3 km vom Heppenheimer „Siegfriedbrunnen“ entfernt. Dieterich ging davon aus, dass dieser Ort als „Otenhaim“ in die Handschrift C einging. Seine These wird durch die Einfügungen über das Kloster Lorsch in Handschrift C (siehe oben) gestützt. Diese befassen sich speziell mit Uta von Calw und dem (Neben-)Kloster „Hagen ze Lorse“ und erwähnen auch ihren Sedelhof („Ein reiches Fürstenkloster stiftete Frau Ute / nach dem Tode Dankrats aus ihrem Witwengute; ...; Da stand für Frau Ute ein Sedelhof bereit / zu Lorsch bei dem Kloster, reich, groß und weit“).

### Odenheim

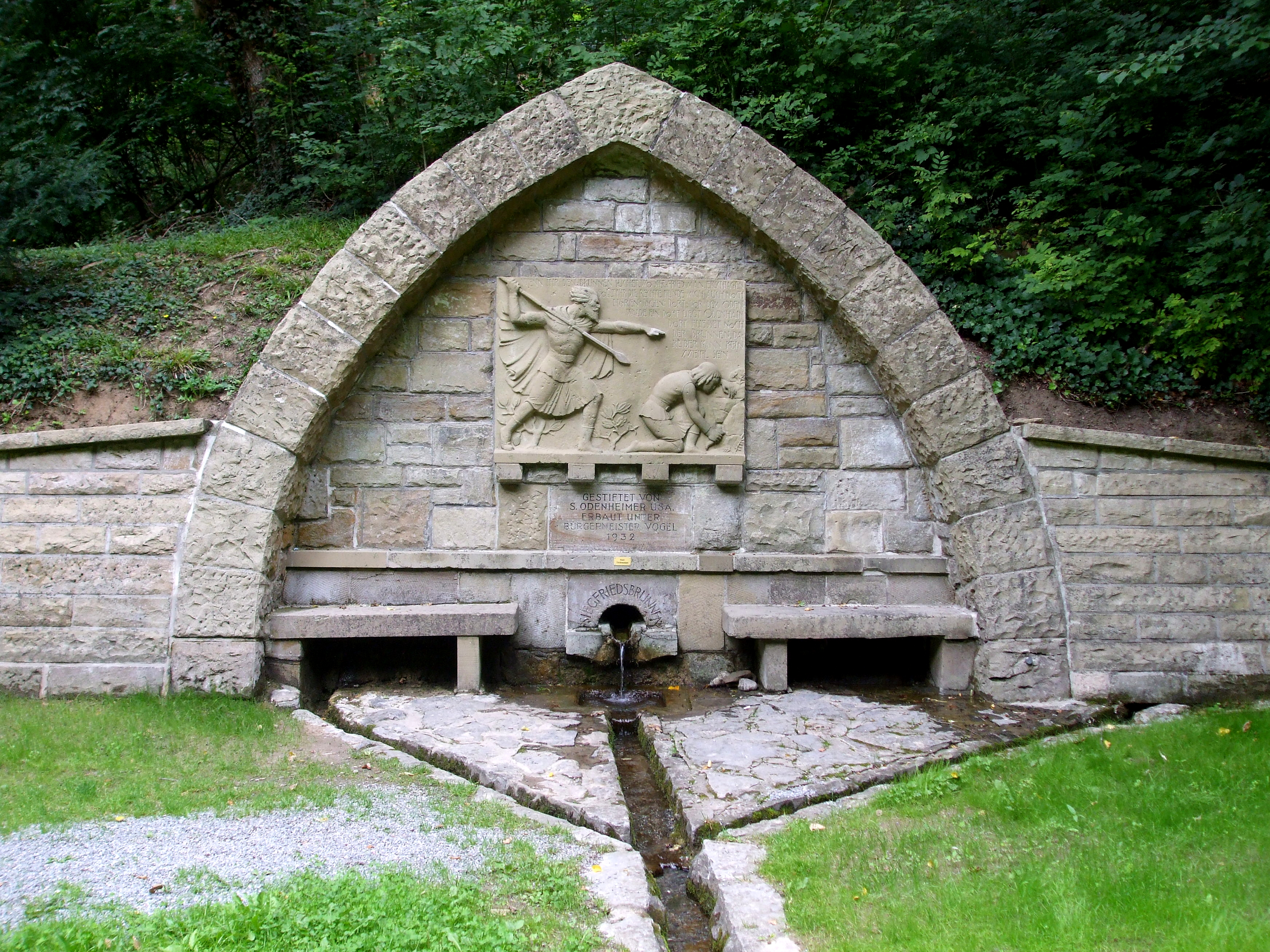
Der Siegfriedsbrunnen zu Odenheim

Odenheim ist seit 1974 Stadtteil von Östringen. Es liegt im Kraichgau (Baden-Württemberg) ca. 25 km südlich von Heidelberg und 30 km nordöstlich von Karlsruhe. Der Odenheimer Siegfriedbrunnen ⊙, der früher Seesbrunnen genannt wurde, befindet sich 1,5 Kilometer nördlich des Ortskerns. Die Quelle wurde 1932 gefasst und mit einer Tafel versehen, die Hagen zeigt, wie er den Speer auf Siegfried schleudert.
Odenheim rechtfertigt den Anspruch, über den „echten“ Siegfriedbrunnen zu verfügen, damit, dass es der einzige heute bekannte Ort ist, auf den die Bezeichnung „Otenhaim“ im Nibelungenlied genau passen könnte. Es kann weiterhin darauf verweisen, dass der Ort schon im Jahre 769 urkundlich erwähnt wurde und sich in seiner Nähe eine im Jahre 1122 begründete Benediktinerabtei befand. Da es denkbar ist, dass Handschrift C von einem Mönch in einem Kloster geschrieben wurde, könnte dies in der Benediktinerabtei bei Odenheim geschehen sein und der Autor hätte die ihm bekannte Quelle als Vorbild benutzt.
Allerdings sprechen gegen Odenheim zwei Aspekte: Die Gemeinde im Kraichgau liegt zum einen ca. 30 km vom Südrand des Odenwaldes entfernt und kann deshalb nicht als „ein Dorf vor dem Odenwald“ beschrieben werden. Zum anderen beträgt die Entfernung nach Worms rund 80 km und ist zu groß, um Siegfrieds Leiche, die bis zur Nacht am Rastplatz verblieb, unter den damaligen Verhältnissen nach Worms zu transportieren, wo sie schon etwa fünf bis sechs Stunden später zur Morgenmette eingetroffen war.

### Edigheim
Der Autor Jürgen Lodemann vermutet in seiner Prosanachdichtung des Nibelungenliedes, wie zuvor die Germanisten Gustav Ehrismann und v. d. Hagen, den Ludwigshafener Stadtteil Edigheim als Tatort. Edigheim sei die heutige Schreibweise von Otenhaim, welches in der Donaueschinger Klosterhandschrift C als Mordort genannt ist. Die alte Waldquelle, an welcher heute in unmittelbarer Nähe die Autobahn A6 vorbeiführt, existiert nach Lodemann noch und sei lediglich von einer Großkläranlage der BASF ⊙ überbaut.
Für Edigheim spräche die Nähe, etwa 11 km, zu Worms. Noch im 19. Jh. sei hier das Jagdrevier der Wormser Fürstbischöfe gewesen. Der in älteren Handschriften genannte „Wasgenwald“ passe in der Bedeutung  „wasiger Wald“ zum auewaldartigen Wald der damals oft überfluteten Rheinebene. Edigheim lag vermutlich bis ins Jahr 886 auf der rechten Seite des Rheins. Dann veränderte der Fluss seinen Lauf und seitdem liegt der „Siegfriedbrunnen“ am linken Ufer.